# Deelemania
Deelemania es un género de arañas araneomorfas de la familia Linyphiidae. Se encuentra en África subsahariana.

## Etimología
El género fue nombrado en honor de Christa Laetitia Deeleman-Reinhold.

## Lista de especies
Según The World Spider Catalog 12.0:
- Deelemania gabonensis Jocqué, 1983
- Deelemania malawiensis Jocqué & Russell-Smith, 1984
- Deelemania manensis Jocqué & Bosmans, 1983
- Deelemania nasuta Bosmans, 1988